# 카베사의 동정 마리아 성지

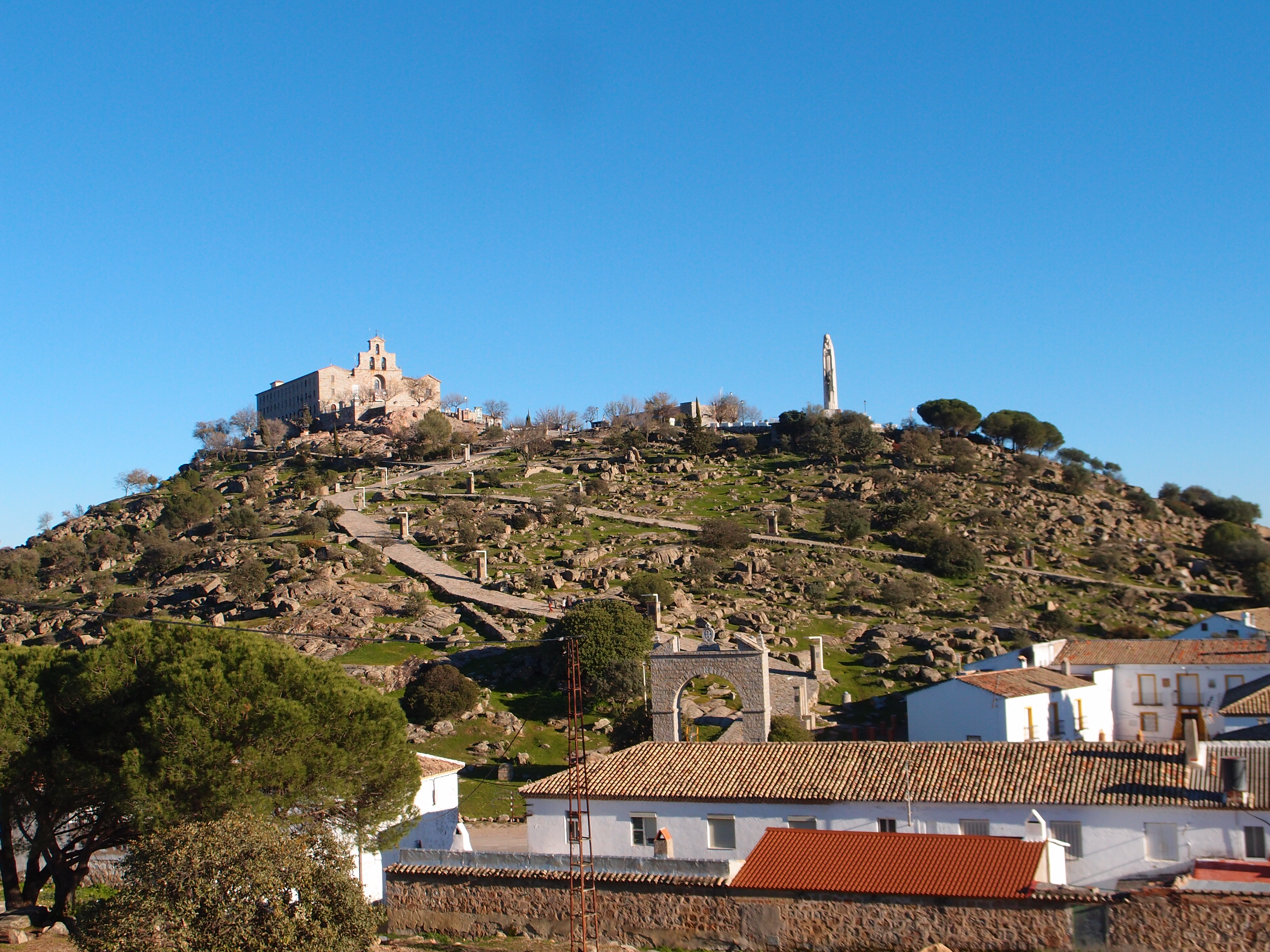

카베사의 동정 마리아 성지는 스페인의 안달루시아지방에 위치해 있는 모레나 산맥의 제일 높은 봉우리에 위치해 있는 로마 가톨릭 교회의 성모 성지이다. 카베사의 동정 마리아 성지는 페르난도 3세가 안두하르를 이슬람 세력에게서 재탈환할 시기에 한 목자에게 일어난 성모 마리아의 발현에 그 기원을 두고 있다. 성모상의 이름인 카베사는 스페인어에 그 기원을 두고 있으며 그 뜻은 "머리" 또는 제일 높은 "봉우리"이다. 이는 모레나 산맥의 봉우리에서 성모님의 발현이 이뤄졌기에 성모상의 이름이 카베사로 지어졌다.
현재, 삼위일체 수도회의 수도자들이 관리하고 있으며 성지의 소유는 하엔 교구에 있다.
4월 마지막 주 주일에 스페인의 각 지역에서 순례를 하기 위해서 이곳 모레나 산맥의 꼭대기에 위치한 성지를 찾아서 미사와 함께 신앙 행렬을 진행한다.